# 斯诺克世界排名第一选手

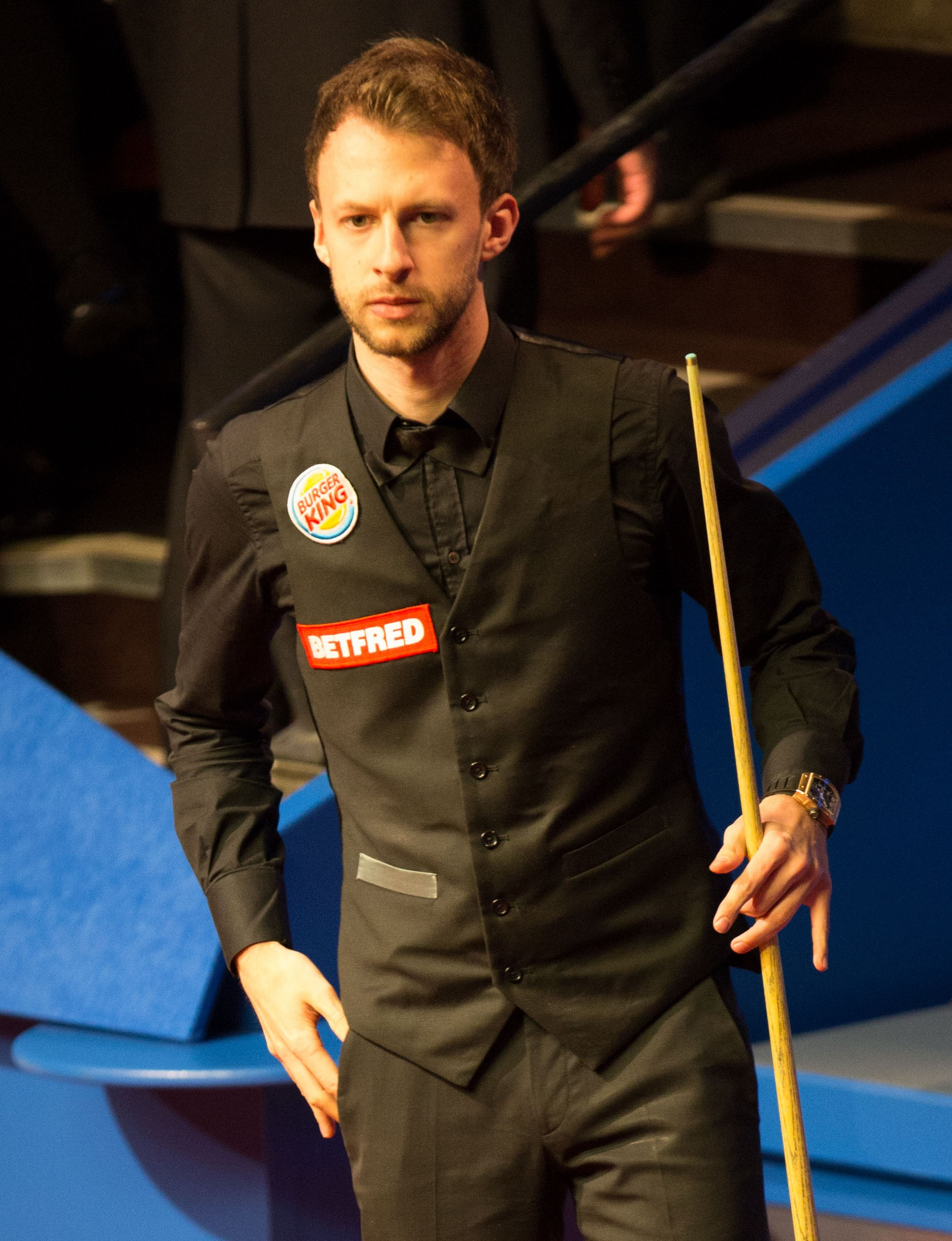
贾德·特鲁姆普是现任世界第一的斯诺克选手

斯诺克1975年起采用世界排名制，用于选派种子选手参加世界斯诺克巡回赛。排名原在每年赛季结束时公布，2010年起改为每次排名积分锦标赛后更新。至今共有12名选手取得世界排名第一，首位是雷·里尔顿，其后分别是克里夫·索本、史蒂夫·戴维斯、史蒂芬·亨得利、约翰·希金斯、马克·威廉姆斯、罗尼·奥沙利文、尼爾·羅伯森、马克·塞尔比、贾德·特鲁姆普、丁俊晖、馬克·艾倫。
排名按年公布时期亨得利居首时间最长，1990至1998年间从未间断。2010年改制后，塞尔比已八年在赛季开始时居首。

## 历史

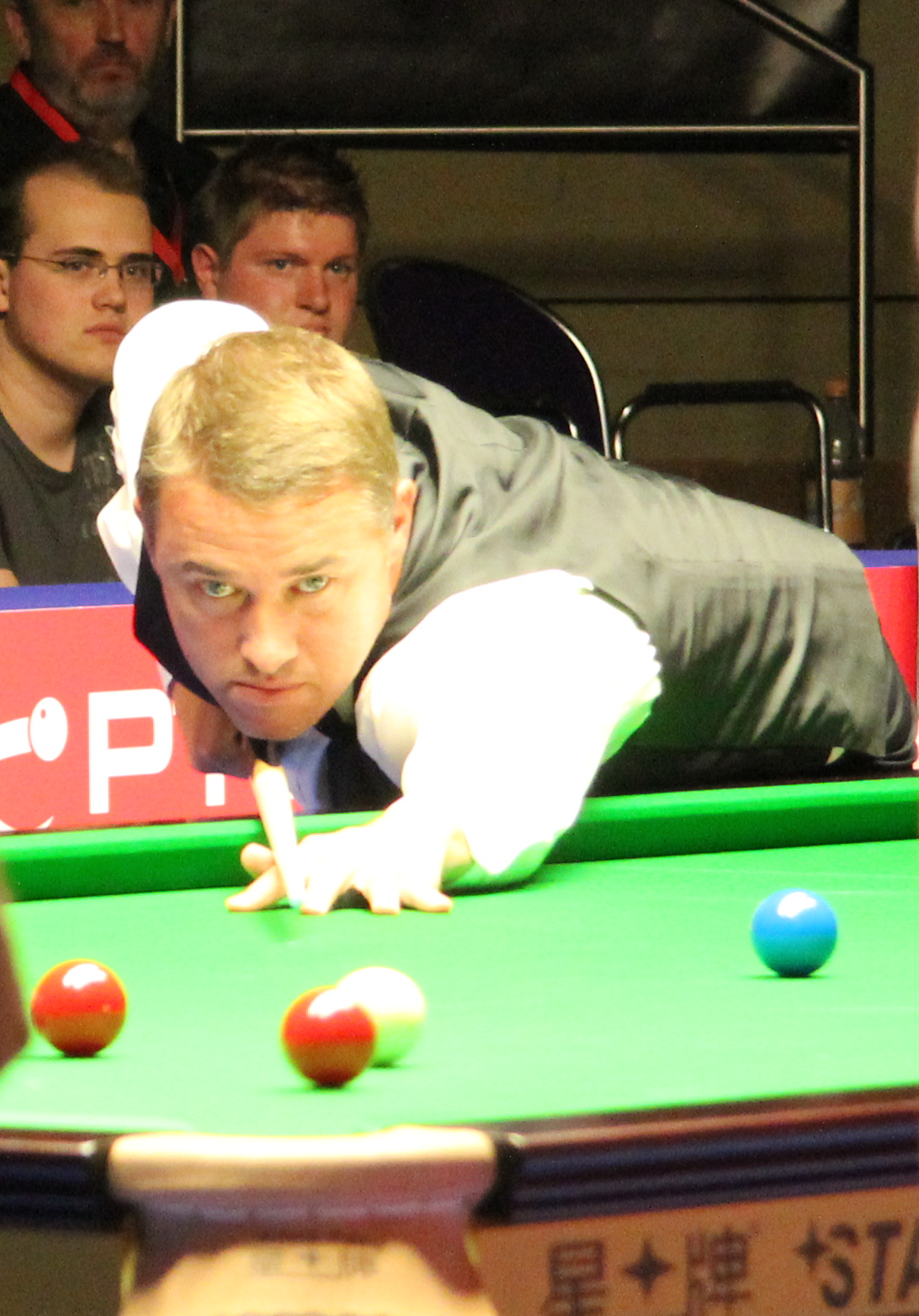
史蒂芬·亨得利共九次在赛季结束时排名第一，超出其他选手

职业斯诺克运动1975至1976年赛季启用排名制，雷·里尔顿當季登顶。正式排名从此开始，但1975年发布的成绩榜已经开始为赛事挑选种子选手。1976年首份正式排名公布，采用标准与排名制相同，里尔顿位居第一。部分赛事有排名分，在每个赛季结束时统计。前几年正式排名仅参考世界斯诺克锦标赛成绩，1982年起国际公开赛也有排名分。此后22个赛季共有五人登顶，分别是里尔顿（1976至1977年赛季到1982至1983年赛季）、史蒂夫·戴维斯（1983至1984年赛季到1989至1990年赛季）、史蒂芬·亨得利（1990至1991年赛季到1997至1998年赛季），其间克里夫·索本在1981至1982年赛季挤下里尔顿。1998至1999年赛季到2009至2010年赛季的最高排名由罗尼·奥沙利文（五季）、约翰·希金斯（三季）、马克·威廉姆斯（三季）交替夺得，亨得利在2006至2007年赛季再度登顶。排名制诞生后的34年间，登顶的选手一共只有七人。
世界排名2010至2011年赛季起改成每次带排名分的赛事过后更新。 2014至2015年赛季排名分又改成完全以资格赛所获奖金数额为依据。采用新排名制后登顶的选手包括希金斯、尼爾·羅伯森、威廉姆斯、马克·塞尔比、贾德·特鲁姆普、丁俊晖、奥沙利文。塞尔比在七个赛季排名第一，与里尔顿、戴维斯并列第二，仅次于亨得利（九次）。亞歷克斯·希金斯本在1982至1983年赛季排第一，但因纪律处分扣分滑落。

## 排名第一选手
亨得利在传统年度排名制期间共九个赛季登顶（1990至1991年赛季到1997至1998年赛季，加上2006至2007年赛季），他在20世纪90年代连续八个赛季称强同样创下纪录并保持至今。改为滚动排名制后，无论连庄还是登顶总次数纪录均由马克·塞尔比保持。

### 排名第一时间段
下表列出从1976至1977年赛季开始至今所有世界第一选手和登顶起止日期，姓名右侧括弧里的数字代表登顶次数。
| 序号  | 代表国家或地区 | 姓名                | 起             | 止             | 参考                 |
| ----- | -------------- | ------------------- | -------------- | -------------- | -------------------- |
| 1     | 威尔士         | 雷·里尔顿           | 1975年5月3日   | 1981年4月20日  | [ 3 ] [ 13 ]         |
| 2     | 加拿大         | 克里夫·索本         | 1981年4月21日  | 1982年5月16日  | [ 3 ]                |
| 011 ! | 威尔士         | 雷·里尔顿 （2）     | 1982年5月17日  | 1983年5月2日   | [ 3 ]                |
| 3     | 英格兰         | 史蒂夫·戴维斯       | 1983年5月3日   | 1990年4月29日  | [ 3 ]                |
| 4     | 苏格兰         | 史蒂芬·亨得利       | 1990年4月30日  | 1998年5月4日   | [ 3 ]                |
| 5     | 苏格兰         | 约翰·希金斯         | 1998年5月5日   | 2000年5月1日   | [ 3 ]                |
| 6     | 威尔士         | 马克·威廉姆斯       | 2000年5月2日   | 2002年5月6日   | [ 3 ]                |
| 7     | 英格兰         | 罗尼·奥沙利文       | 2002年5月7日   | 2003年5月5日   | [ 3 ]                |
| 061 ! | 威尔士         | 马克·威廉姆斯 （2） | 2003年5月6日   | 2004年5月3日   | [ 3 ]                |
| 071 ! | 英格兰         | 罗尼·奥沙利文 （2） | 2004年5月4日   | 2006年5月1日   | [ 3 ]                |
| 041 ! | 苏格兰         | 史蒂芬·亨得利 （2） | 2006年5月2日   | 2007年5月7日   | [ 3 ]                |
| 051 ! | 苏格兰         | 约翰·希金斯 （2）   | 2007年5月8日   | 2008年5月5日   | [ 3 ]                |
| 072 ! | 英格兰         | 罗尼·奥沙利文 （3） | 2008年5月6日   | 2010年5月3日   | [ 3 ]                |
| 052 ! | 苏格兰         | 约翰·希金斯 （3）   | 2010年5月4日   | 2010年9月26日  | [ 14 ]               |
| 8     | 澳大利亚       | 尼爾·羅伯森         | 2010年9月27日  | 2010年12月12日 | [ 15 ] [ 16 ]        |
| 053 ! | 苏格兰         | 约翰·希金斯 （4）   | 2010年12月13日 | 2011年5月2日   | [ 17 ] [ 18 ]        |
| 062 ! | 威尔士         | 马克·威廉姆斯 （3） | 2011年5月3日   | 2011年9月11日  | [ 19 ] [ 20 ]        |
| 9     | 英格兰         | 马克·塞尔比         | 2011年9月12日  | 2012年11月4日  | [ 21 ] [ 22 ]        |
| 10    | 英格兰         | 贾德·特鲁姆普       | 2012年11月5日  | 2012年12月9日  | [ 23 ] [ 24 ]        |
| 091 ! | 英格兰         | 马克·塞尔比 （2）   | 2012年12月10日 | 2013年2月17日  | [ 25 ] [ 26 ]        |
| 101 ! | 英格兰         | 贾德·特鲁姆普 （2） | 2013年2月18日  | 2013年3月31日  | [ 27 ] [ 28 ]        |
| 092 ! | 英格兰         | 马克·塞尔比 （3）   | 2013年4月1日   | 2013年6月9日   | [ 29 ] [ 30 ]        |
| 081 ! | 澳大利亚       | 尼爾·羅伯森 （2）   | 2013年6月10日  | 2014年5月5日   | [ 31 ] [ 32 ]        |
| 093 ! | 英格兰         | 马克·塞尔比 （4）   | 2014年5月6日   | 2014年7月6日   | [ 33 ] [ 34 ]        |
| 082 ! | 澳大利亚       | 尼爾·羅伯森 （3）   | 2014年7月7日   | 2014年8月10日  | [ 35 ] [ 36 ]        |
| 094 ! | 英格兰         | 马克·塞尔比 （5）   | 2014年8月11日  | 2014年12月7日  | [ 37 ] [ 38 ]        |
| 11    | 中华人民共和国 | 丁俊晖              | 2014年12月8日  | 2014年12月14日 | [ 39 ] [ 40 ] [ 41 ] |
| 083 ! | 澳大利亚       | 尼爾·羅伯森 （4）   | 2014年12月15日 | 2015年1月24日  | [ 42 ] [ 43 ]        |
| 111 ! | 中华人民共和国 | 丁俊晖 （2）        | 2015年1月25日  | 2015年2月8日   | [ 44 ] [ 45 ]        |
| 095 ! | 英格兰         | 马克·塞尔比 （6）   | 2015年2月9日   | 2019年3月24日  | [ 46 ]               |
| 073 ! | 英格兰         | 罗尼·奥沙利文 （4） | 2019年3月25日  | 2019年8月11日  | [ 3 ]                |
| 102 ! | 英格兰         | 贾德·特鲁姆普 （3） | 2019年8月12日  | 2021年8月22日  | [ 3 ]                |
| 096 ! | 英格兰         | 马克·塞尔比 （7）   | 2021年8月23日  | 2021年10月17日 | [ 3 ]                |
|       | 英格兰         | 贾德·特鲁姆普 （4） | 2021年10月18日 | 2021年11月7日  |                      |
|       | 英格兰         | 马克·塞尔比 （8）   | 2021年11月8日  | 2022年4月3日   |                      |
|       | 英格兰         | 罗尼·奥沙利文 （5） | 2022年4月4日   | 2024年5月6日   |                      |
| 12    | 北爱尔兰       | 马克·艾伦           | 2024年5月7日   | 2024年8月25日  |                      |
|       | 英格兰         | 贾德·特鲁姆普 （5） | 2024年8月26日  | 至今           |                      |

### 排名第一时长
| 登顶季数 | 最多连续季数 | 代表国家和地区 | 姓名          |
| -------- | ------------ | -------------- | ------------- |
| 9        | 8            | 苏格兰         | 史蒂芬·亨得利 |
| 7        | 7            | 英格兰         | 史蒂夫·戴维斯 |
| 7        | 6            | 威尔士         | 雷·里尔顿     |
| 5        | 2            | 英格兰         | 罗尼·奥沙利文 |
| 3        | 2            | 威尔士         | 马克·威廉姆斯 |
| 3        | 2            | 苏格兰         | 约翰·希金斯   |
| 1        | 1            | 加拿大         | 克里夫·索本   |

| 登顶天数 | 最长连续天数 | 代表国家和地区 | 姓名          |
| -------- | ------------ | -------------- | ------------- |
| 2302     | 1505         | 英格兰         | 马克·塞尔比   |
| 826      | 742          | 英格兰         | 贾德·特鲁姆普 |
| 483      | 330          | 澳大利亚       | 尼爾·羅伯森   |
| 287      | 146          | 苏格兰         | 约翰·希金斯   |
| 140      | 140          | 英格兰         | 罗尼·奥沙利文 |
| 132      | 132          | 威尔士         | 马克·威廉姆斯 |
| 22       | 15           | 中华人民共和国 | 丁俊晖        |

### 赛季开始时排名第一
| 赛季         | 代表国家和地区 | 姓名                |
| ------------ | -------------- | ------------------- |
| 1975至1976年 | 威尔士         | 雷·里尔顿 （1）     |
| 1976至1977年 | 威尔士         | 雷·里尔顿           |
| 1977至1978年 | 威尔士         | 雷·里尔顿           |
| 1978至1979年 | 威尔士         | 雷·里尔顿           |
| 1979至1980年 | 威尔士         | 雷·里尔顿           |
| 1980至1981年 | 威尔士         | 雷·里尔顿           |
| 1980至1981年 | 加拿大         | 克里夫·索本 （2）   |
| 1982至1983年 | 威尔士         | 雷·里尔顿           |
| 1983至1984年 | 英格兰         | 史蒂夫·戴维斯 （3） |
| 1984至1985年 | 英格兰         | 史蒂夫·戴维斯       |
| 1985至1986年 | 英格兰         | 史蒂夫·戴维斯       |
| 1986至1987年 | 英格兰         | 史蒂夫·戴维斯       |
| 1987至1988年 | 英格兰         | 史蒂夫·戴维斯       |
| 1988至1989年 | 英格兰         | 史蒂夫·戴维斯       |
| 1989至1990年 | 英格兰         | 史蒂夫·戴维斯       |
| 1990至1991年 | 苏格兰         | 史蒂芬·亨得利 （4） |
| 1991至1992年 | 苏格兰         | 史蒂芬·亨得利       |
| 1992至1993年 | 苏格兰         | 史蒂芬·亨得利       |
| 1993至1994年 | 苏格兰         | 史蒂芬·亨得利       |
| 1994至1995年 | 苏格兰         | 史蒂芬·亨得利       |
| 1995至1996年 | 苏格兰         | 史蒂芬·亨得利       |
| 1996至1997年 | 苏格兰         | 史蒂芬·亨得利       |
| 1997至1998年 | 苏格兰         | 史蒂芬·亨得利       |
| 1998至1999年 | 苏格兰         | 约翰·希金斯 （5）   |
| 1999至2000年 | 苏格兰         | 约翰·希金斯         |
| 2000至2001年 | 威尔士         | 马克·威廉姆斯 （6） |
| 2001至2002年 | 威尔士         | 马克·威廉姆斯       |
| 2002至2003年 | 英格兰         | 罗尼·奥沙利文 （7） |
| 2003至2004年 | 威尔士         | 马克·威廉姆斯       |
| 2004至2005年 | 英格兰         | 罗尼·奥沙利文       |
| 2005至2006年 | 英格兰         | 罗尼·奥沙利文       |
| 2006至2007年 | 苏格兰         | 史蒂芬·亨得利       |
| 2007至2008年 | 苏格兰         | 约翰·希金斯         |
| 2008至2009年 | 英格兰         | 罗尼·奥沙利文       |
| 2009至2010年 | 英格兰         | 罗尼·奥沙利文       |
| 2010至2011年 | 苏格兰         | 约翰·希金斯         |
| 2011至2012年 | 威尔士         | 马克·威廉姆斯       |
| 2012至2013年 | 英格兰         | 马克·塞尔比 （8）   |
| 2013至2014年 | 英格兰         | 马克·塞尔比         |
| 2014至2015年 | 英格兰         | 马克·塞尔比         |
| 2015至2016年 | 英格兰         | 马克·塞尔比         |
| 2016至2017年 | 英格兰         | 马克·塞尔比         |
| 2017至2018年 | 英格兰         | 马克·塞尔比         |
| 2018至2019年 | 英格兰         | 马克·塞尔比         |
| 2019至2020年 | 英格兰         | 罗尼·奥沙利文       |
| 2020至2021年 | 英格兰         | 贾德·特鲁姆普 （9） |
| 2021至2022年 | 英格兰         | 贾德·特鲁姆普       |

| 称雄季数 | 最长连续第一季数 | 代表国家和地区 | 姓名          |
| -------- | ---------------- | -------------- | ------------- |
| 9        | 8                | 苏格兰         | 史蒂芬·亨得利 |
| 7        | 7                | 英格兰         | 史蒂夫·戴维斯 |
| 7        | 7                | 英格兰         | 马克·塞尔比   |
| 7        | 6                | 威尔士         | 雷·里尔顿     |
| 6        | 2                | 英格兰         | 罗尼·奥沙利文 |
| 4        | 2                | 苏格兰         | 约翰·希金斯   |
| 4        | 2                | 威尔士         | 马克·威廉姆斯 |
| 2        | 2                | 英格兰         | 贾德·特鲁姆普 |
| 1        | 1                | 加拿大         | 克里夫·索本   |